# МТС 840
МТС Business 840 — сотовый телефон, производство которого началось в 2010 году в рамках новой линейки телефонов МТС. МТС Business 840 выпускается только в чёрном цвете.
Аппарат МТС Business 840 разработан и производится китайской фирмой ZTE на основе модели AT&T F160, поставлявшейся в США.
Телефон МТС Business 840 не привязан к сети МТС и может работать в любой сети стандартов GSM 900/1800/1900 МГц и UMTS/HSDPA 2100 МГц. Однако гарантийный срок на аппарат для абонентов МТС составляет три года, в то время как для абонентов других сетей — один год. Также в качестве бонуса к Business 840 прилагается навигационное программное обеспечение «МТС Навигатор» с бесплатной годовой подпиской и картографическим сервисом.

## Технические характеристики[4]
| Общие характеристики       | Общие характеристики                       |
| -------------------------- | ------------------------------------------ |
| Вес                        | 100 г                                      |
| Размеры                    | 116 мм × 49 мм × 11 мм                     |
| Коммуникации               |                                            |
| Доступ в интернет          | UMTS, HSPA, GPRS, EDGE                     |
| Micro-USB                  | есть                                       |
| Bluetooth                  | есть, версия 2.0                           |
| SMS                        | есть                                       |
| MMS                        | есть                                       |
| GPS                        | Есть - вместе с приложением "МТС навиатор" |
| Дисплей                    |                                            |
| Тип дисплея                | цветной TFT экран, 262K цветов             |
| Диагональ                  | 2,4"                                       |
| Размер изображения         | 240 × 320 пикс.                            |
| Сенсорный                  | нет                                        |
| Мультимедийные возможности |                                            |
| Встроенная фотокамера      | 3 млн пикселей                             |
| FM-радио                   | есть                                       |
| Разъём для наушников       | Есть 3.5мм                                 |
| Память                     |                                            |
| Объём встроенной памяти    | 35 МБ                                      |
| Тип карты памяти           | microSD                                    |
| Питание                    |                                            |
| Ёмкость аккумулятора       | 820 мА·ч                                   |
| Время разговора            | 2,2 ч в 2G и 3,4 ч в 3G                    |
| Время ожидания             | 180 ч в 2G и 290 ч в 3G                    |
| Программное обеспечение    |                                            |
| Операционная система       | неизвестно                                 |
| Поддержка Java             | есть                                       |